# West Asian Zonal Volleyball Association
West Asian Zonal Volleyball Association (WAVA) är en av fem zonorganisationer inom Asian Volleyball Confederation (volleybollförbundet för Asien). Den har sitt säte i Doha, Qatar.

## Medlemmar[2]
- Bahrain (dam, herr)
- Förenade arabemiraten (dam, herr)
- Irak (dam, herr)
- Jemen (dam, herr)
- Jordanien (dam, herr)
- Kuwait (dam, herr)
- Libanon (dam, herr)
- Oman (dam, herr)
- Palestina (dam, herr)
- Qatar (dam, herr)
- Saudiarabien (dam, herr)
- Syrien (dam, herr)